# Péleg
Péleg est un personnage biblique mentionné dans le livre de Genèse 10:25. Il est le fils d'Eber, le frère de Yoktan et le père de Réou, ce fils est né lorsqu'il avait lui-même 30 ans. Il serait mort à 239 ans selon les versions. Selon la Bible hébraïque, il est né en 2004 av. J.-C. jusqu'en 1765 av. J.-C. Il avait d'autres fils et filles en plus.
"Et à Eber il engendra deux fils, le nom de l'un d'eux était Peleg, parce qu'en son temps la terre était divisée, et le nom de son frère était Yoktan."
Le nom Peleg lui a été donné par son père Eber, selon ce qui est dit dans la Bible, parce qu'à son époque la terre était divisée, alors que le sens est, apparemment, en fait la "Nuit des Langues" dans l'histoire de la Tour de Babel. De là, les Sages ont déclarés qu"Eber était un grand prophète". Puisqu'il est peu probable que son nom lui ait été donné après un événement survenu de son vivant, il est possible que l'intention soit que la bataille des langues se soit produite à l'époque d'Eber, son père. En hébreu, Phalec veut dire partage. Certains pensent que le nom Phaleg est le même que le nom géographique du fleuve Euphrate, qui s'appelle "Phalga" en grec.
Un nom externe pour sa femme est Livna Bat Shenar ou Lomana Bat Shenar.

## Dans la Bible
Le fils de Peleg était Reou, né quand Peleg avait trente ans, et il avait d'autres fils et filles. Selon la Bible hébraïque, Peleg a vécu jusqu'à l'âge de 239 ans (Genèse 11: 16-19) (jusqu'à l'âge de 118 ans).
Dans la Septante et certaines Bibles chrétiennes qui en sont dérivées, Peleg s'appelle Phaleg et son père s'appelle Heber. Son fils s'appelle Ragau, né lorsque Phaleg avait 130 ans, et il avait d'autres fils et filles. Selon la Septante, Phaleg a vécu jusqu'à l'âge de 339 ans. (Septante Genèse 11:16-19) Les traductions modernes utilisent généralement les noms et la datation comme dans le texte hébreu massorétique. (comparez Genèse 11:16-19)

## La terre était divisée
Selon Genèse 10:25 et 1 Chroniques 1:19, c'est à l'époque de Peleg que la terre a été divisée, traditionnellement, cela est souvent supposé être juste avant, pendant ou après l'échec de la Tour de Babel, dont la construction était traditionnellement attribuée à Nimrod qui aurait été renommée (selon Rachi) Amraphel, roi de Shinar, par ses princes disant qu'à la tour, ses princes et ses hommes tombèrent par ses moyens.
Amrapal II est Nimrod, qui a dit à Abraham de tomber dans la fournaise de feu (dans le Livre de la Genèse) (Rashi sur Genèse 14:1)
La signification de la division de la Terre est généralement considérée comme faisant référence à une division patriarcale du monde, ou peut-être simplement de l'hémisphère oriental, en portions réparties entre les trois fils de Noé pour une occupation future, comme spécifiquement décrit dans le Livre des Jubilés, Livre des Antiquités bibliques, Kitab al-Magall, Flavius Josèphe et de nombreuses autres sources antiquaires et médiévales, même aussi tard que l'Archevêque Anglicanisme d'Armagh James Ussher, dans ses Annales du monde.
Un récit, le "Conflit d'Adam et Eve avec Satan", déclare que « Aux jours de Phalek (Peleg), la terre fut divisée une seconde fois entre les trois fils de Noé ; Sem, Ham et Japhet » - elle avait été divisée une fois auparavant parmi les trois fils de Noé lui-même.
Certains créationnistes interprètent ce verset comme faisant référence au continent de la Pangée divisé en continents modernes.

## Popularité du nom
Peleg est un prénom et un nom de famille courants en Israël, étant également le lettrage racine pour la voile (להפליג) et une tente militaire semi-bivouac (peleg-ohel פלג אוהל). La signification de Peleg en anglais est "brook", une petite rivière.

## Dans la culture populaire
Peleg est le nom de l'un des principaux propriétaires du baleinier fictif Pequod dans Moby-Dick (1851) d'Herman Melville. Les acteurs suivants ont dépeint ce personnage dans des adaptations cinématographiques:
Mervyn Johns dans Moby Dick (1956)
Gordon Stanley dans Moby Dick off-Broadway (1986)
Peleg Peterson (joué par Fred Paul) est un personnage du film muet Infelice (1915). Ce film est une adaptation du roman de 1875 du même nom d'Augusta J. Evans.
Dan Peleg (joué par Noah Emmerich) est un entraîneur du Mossad dans la mini série The Spy (2019).